# Screen2EXE
Screen2EXE 是一款用于屏幕录像制作的免费软件。
Screen2EXE仅支持输出EXE后缀的可执行文件录像，不支持输出使用编码的AVI文件。
本身使用的是称为"SSCV2"的编码方式，输出1024 x 768尺寸，1分钟长屏幕录像大约需要0.1MB~2MB。
由StepOK团队开发，该小组之前曾推出S-Demo，也是一款屏幕录像软件，不过由于其市场定位问题，销售成绩不佳，但广泛流行于黑客圈中，用于入侵演示录像的制作。

## 用途
软件使用演示，文档类操作演示等